# König (carrosseriebouwer)
De N.V. Carrosseriefabriek König, gevestigd in Den Haag, was een Nederlandse bouwer van autobuscarrosserieën, die bestaan heeft vanaf 4 april 1954 tot in het begin van de jaren zestig, maar in die korte periode een pioniersrol heeft gespeeld door de moderne productieprocessen en verkoopmethoden. De aanvankelijke, omslachtige bedrijfsnaam Carrosseriefabriek N.V. Technisch Bureau König v.h. P.J. Pennock & Zn. N.V. heeft men al snel laten vallen.

## Geschiedenis
Het bedrijf van oprichter-eigenaar A.J. König is te beschouwen als de voortzetting van die van twee andere busbouwers die beide in 1954 waren geliquideerd: P.J. Pennock & Zn. N.V. in Den Haag (al sinds de 19e eeuw een bouwer van railvoertuigen en speciale automobielen) en N.V. Jan Jongerius te Utrecht. König vestigde zich in het fabriekspand van Pennock aan de Weteringkade (hoek Binckhorstlaan) in Den Haag en nam van beide bedrijven personeel, materialen en werktuigen over. Ook werkte hij enkele orders af die Jongerius nog had.  
De technische leiding kreeg ir. Victor J.J. Zweypfennig (1909-1991), oorspronkelijk een vliegtuigbouwkundige, die afkomstig was van Jongerius. Hij paste moderne principes toe bij de bussenbouw. Zo gaf hij de bussen een meedragende of semi-zelfdragende carrosserie die gebouwd werd uit naadloos getrokken vierkante stalen buizen. De beplating werd niet op het frame geschroefd, maar gepuntlast. Gekromde beplating werd niet gebogen, maar door middel van een pers van 500 ton voorgevormd. Door de voorfabricage van onderdelen kan men van een vroege vorm van modulaire bouw spreken. Voor sommige onderdelen werd kunsthars of polyester toegepast. Ook experimenteerde Zweypfennig al vroeg met airconditioning. Op het model Atlantic dat Zweypfennig bij Jongerius had ontwikkeld, bouwde König voort.     
Verkoop
Ook in commercieel opzicht sloeg König nieuwe wegen in. De eerste bussen rolden in 1955 uit de fabriek en waren besteld door de handelaar H.A. Hendriks te Helmond. Deze liet grote aantallen bussen bouwen en verkocht die vervolgens door aan busbedrijven onder de naam Hentocar. Aanvankelijk had hij zijn orders bij Den Oudsten en later bij Jongerius geplaatst, maar na het faillissement van laatstgenoemd bedrijf werd hij klant bij König. Zijn werkwijze was nieuw voor Nederland, doordat hij gestandaardiseerde bussen liet bouwen. De vervoerders kochten een bijna kant-en-klare bus waaraan zij hun eigen inrichting, kleuren en huisstijl konden geven. Tot dan toe waren bussen altijd op bestelling gebouwd, waarbij voor elke klant in overleg tot een passend ontwerp werd gekomen voordat de bouw kon beginnen. Door de veel goedkopere seriebouw verwierf König zich al direct een sterke concurrentiepositie ten opzichte van traditioneel werkende Nederlandse buscarrossiers als Hainje, Smit Joure, Smit Appingedam, Medema, Groenewold, Domburg, Van Rooijen, Roset en vele andere.
Nadat König in 1955 totaal 37 Hentocars had geleverd, stapte Hendriks over op andere leveranciers, eerst Smit Joure en BOVA, later vooral de Belgische busbouwer Van Hool. Maar ook rechtstreeks bij König zelf konden de bedrijven zich bussen "van de toonbank" aanschaffen en daarmee veel geld en tijd besparen. Het ging hierbij vooral om touringcars op chassis van merken als DAF, Bedford, Mercedes-Benz en Volvo. Door de gestandaardiseerde bouw verschilden deze bussen, met type-aanduidingen als Atlantic en Benelux '56, nauwelijks van elkaar, ongeacht het merk. Ook heeft König kleine aantallen bussen geleverd aan diverse particuliere lijndienstondernemers in het openbaar vervoer. Aan het eind van de jaren vijftig waren er meer dan 300 König-bussen in Nederland, een relatief groot aantal dat in slechts enkele jaren was bereikt. Verreweg de meeste touringcarbedrijven hadden wel één of meer König-bussen in hun wagenpark. Ook was er een bescheiden exportsucces door de bouw van 15 bussen voor Uruguay. 
Einde
In de praktijk bleek het König-product tekortkomingen te hebben. Waarschijnlijk gingen de lage prijs en de korte levertijd ten koste van de kwaliteit. Grote problemen met corrosie (roest) beperkten de levensduur en de busbedrijven verloren het vertrouwen, zodat het aantal orders sterk terugliep. Begin 1959 staakte König de bussenbouw. Ir. Zweypfennig verliet enkele maanden later het bedrijf en stapte over naar de vakgroep Voertuigtechniek van de Technische Hogeschool in Delft. De fabriek is daarna nog twee jaar blijven bestaan en legde zich toe op de bouw van onder meer caravans. 
De periode-König in de bussenbouw heeft slechts enkele jaren geduurd, maar König heeft in diverse opzichten een pioniersrol vervuld. De productiewijze en de commerciële aanpak van deze fabriek zijn inmiddels algemeen aanvaard.